# Антиох XIII Азиатик
Антиох XIII, Дионисий, Филопатор, Калиник, наречен Азиатик от римляните, е владетел от династията на Селевкидите. Той е син на Антиох X Евсеб и птолемейската принцеса Клеопатра Селена I. Често е смятан за последен цар на Сирийското царство.
Понеже Сирия е окупирана от арменския цар Тигран II през 84 пр.н.е., малолетният Антиох XIII се намирал в изгнание. След победата на римляните над арменците в 69 пр.н.е., гражданите на Антиохия провъзгласили Антиох XIII за цар на Сирия и той бива признат за клиентен владетел на Рим от римския военачалник Лукул.
През 64 пр.н.е. Антиох XIII Азиатик е детрониран и убит от арабски нашественици, със съгласие на римския военачалник Помпей, който малко по-късно превръща владенията му в провинция.